# Lucas Banegas
Lucas Banegas (Buenos Aires, Argentina, 18 de diciembre de 1979) es un futbolista argentino que se desempeña como defensa, actualmente sin equipo.

## Trayectoria

### Deportivo Merlo
Banegas debutó en el año 2003 con la camiseta del Club Social y Deportivo Merlo. Disputó 40 partidos con la camiseta del "charro".

### Tristán Suárez
Banegas arribó para la temporada 2009-2010 al Club Tristán Suárez, donde solo jugó 8 partidos sin convertir ningún gol en esa temporada, por lo que se fue del club, arribando a Comunicaciones nuevamente.

### Pasos por Comunicaciones
Sin dudas sus pasos más importantes los hizo en el Comunicaciones del ascenso argentino también. Se convirtió en el ídolo máximo de la entidad de "Agronomía" por su cantidad de años jugando allí y su desempeño en los períodos que defendió al equipo. Es el futbolista que más partidos disputó con la camiseta del Cartero en toda su historia, vistiéndola 500 veces y convirtiendo 50 goles, estando entre los 5 máximos artilleros de la institución. Además, es el defensor con más goles en la historia de la Primera B Metropolitana. 
Tuvo tres ciclos en el Cartero, arribó en el 2004, en un Torneo Apertura donde se ubicaron últimos en la tabla. Sin embargo, en el Clausura logró coronarse campeón y en la final contra Colegiales, lograron el regreso del conjunto aurinegro a la Primera B. En el 2009 se fue a Tristán Suárez, donde no tuvo continuidad, decidiendo volver al poco tiempo a su ex club. En su segundo ciclo, jugó hasta el 2011, cuando se marchó a Nueva Chicago. Volvió en el 2013 y desde entonces jugó en el primer equipo. En el 2017 volvió a jugar una final con Comunicaciones, ante Deportivo Riestra. Sin embargo, tras vencer en cancha de Español 1 a 0, el club perdió en un polémico partido en el Bajo Flores y se quedó sin el ascenso. 

### Nueva Chicago
Por todo eso mostrado en Comunicaciones, fue transferido al Club Atlético Nueva Chicago. En su primera temporada logró ascender a la Primera B Nacional convirtiendo 1 gol siendo uno de los jugadores que más partidos jugó en la temporada (41 contando la temporada regular, el torneo reducido, la promoción y la Copa Argentina).
Asegurando el carril izquierdo defensiva y ofensivamente, Banegas se afianzó convirtiéndose en un referente en el plantel. En el primer semestre de la temporada 2012/13 jugó todos los partidos, 18 en total marcando 1 gol (a Huracán). En la segunda ronda comenzó siendo titular y marcó 1 gol (a Defensa y Justicia).

## Clubes
| Club                       | País      | Año         |
| -------------------------- | --------- | ----------- |
| C. S. D. Deportivo Merlo   | Argentina | 2003 - 2004 |
| C. Comunicaciones          | Argentina | 2004 - 2009 |
| C. Tristán Suárez          | Argentina | 2009 - 2010 |
| C. Comunicaciones          | Argentina | 2010 - 2011 |
| C.A Nueva Chicago          | Argentina | 2011 - 2013 |
| C. Comunicaciones          | Argentina | 2013 - 2023 |
| C. A. Argentino de Quilmes | Argentina | 2023        |

## Estadísticas
| Deportivo Merlo | 40  | 3  | 0,08 |
| Comunicaciones | 468 | 50 | 0,09 |
| Tristán Suárez | 8   | 0  | 0,00 |
| Nueva Chicago | 64  | 3  | 0,03 |
| Total | 568 | 56 | 0,09 |
| Última actualización: Comunicaciones vs. Platense, 15.11.14Actualizado en Comunicaciones vs. Tristán Suárez 03.02.21 |     |    |      |

## Palmarés
| Club           | Campeonato                | País      | Año         |
| -------------- | ------------------------- | --------- | ----------- |
| Comunicaciones | Primera C                 | Argentina | 2004 - 2005 |
| Nueva Chicago  | B Metropolitana (Ascenso) | Argentina | 2011 - 2012 |